# Osteochilus intermedius
Osteochilus intermedius är en fiskart som beskrevs av Weber och De Beaufort, 1916. Osteochilus intermedius ingår i släktet Osteochilus och familjen karpfiskar. Inga underarter finns listade i Catalogue of Life.